# 白銀争覇
白銀争覇（はくぎんそうは）は岐阜県地方競馬組合が笠松競馬場で施行する地方競馬の重賞（SPII）競走である。正式名称は「中京スポーツ杯 白銀争覇」、中京スポーツを発行する東京スポーツ中部支社が優勝杯を提供している。

## 概要
1996年に笠松競馬場ダート1900mのサラブレッド系4歳（現3歳）以上の東海（笠松・愛知）所属馬限定の準重賞競走「白銀争覇」として創設。創設当初から1997年までは2月に開催された。
1998年から施行時期を1月に変更し、2000年から準重賞から重賞（SPIII）に格上げとなり、2001年に東京スポーツ中部支社から優勝杯の提供を受け、名称を現在の「中京スポーツ杯 白銀争覇」に変更され、2004年から施行距離をダート1400mに変更された。
2005年から、中央競馬の高松宮記念のトライアル競走の北陸・東海・近畿地区（2007年から2013年は中国地区を含む）のブロック代表馬を選定する競走となっており、優勝馬は阪急杯、オーシャンステークス（2006年 -）のどちらかの競走に出走可能となる。更にこのどちらかの競走で上位2着までに入ると、高松宮記念へ出走可能となる。
出走条件は創設当初から1999年までは東海所属馬、重賞競走に格上げとなった2000年からは北陸・東海地区交流、2003年から2006年までは北陸・東海・近畿地区交流、2007年から2013年までは北陸・東海・近畿・中国地区交流で行われ、2014年以後は再び北陸・東海・近畿地区交流となっている。馬齢はサラブレッド系4歳以上だが、2002年 - 2003年ではアングロアラブ系の出走も可能であった。なお、創設当初から2003年までは3歳（旧4歳）の競走馬が出走可能であり、また2003年 - 2004年では10歳以上の競走馬が出走不可であった。
2025年に施行距離をダート1900mに変更。
負担重量は1996年 - 2002年までは馬齢重量、2003年からは別定重量である。

### 条件・賞金（2025年）
出走資格
サラブレッド系4歳以上、東海・北陸・近畿所属（他地区所属は前年1月9日から本年1月9日まで自場所属として出走歴がある馬、東海所属は前年1月9日から本年1月10日までに出走歴があり期間最終日にB級格付け以上の馬。）。
- フルゲート12頭。出走枠は他地区所属4頭以下、東海地区所属8頭以上（原則笠松4頭以上、名古屋4頭以下）。

負担重量
別定。57kg、牝馬2kg減。
賞金額
1着400万円、2着140万円、3着80万円、4着40万円、5着20万円、着外4万円。
副賞
中京スポーツ新聞社賞、岐阜県地方競馬組合管理者賞

## 歴史
- 1996年 - 笠松競馬場のダート1900mのサラブレッド系4歳（現3歳）以上の東海所属馬限定の馬齢重量の準重賞競走「白銀争覇」として創設。
- 1998年 - 施行時期を2月から1月に変更。
- 2000年
  - この年から北陸・東海地区交流競走として施行され、出走条件を「サラブレッド系4歳（現3歳）以上の北陸・東海所属馬」に変更。
  - SPIIIに格上げ。
- 2001年
  - 馬齢表示の国際基準への変更に伴い、出走条件を「サラブレッド系4歳以上の北陸・東海所属馬」から「サラブレッド系3歳以上の北陸・東海所属馬」に変更。
  - 東京スポーツ中部支社から優勝杯の提供を受け、名称を現在の「中京スポーツ杯 白銀争覇」に変更。
- 2002年 - 出走条件を「サラブレッド系3歳以上の北陸・東海所属馬」から「サラブレッド系・アングロアラブ系3歳以上9歳以下混合の北陸・東海所属馬」に変更。
- 2003年
  - この年から北陸・東海・近畿地区交流競走として施行され、出走条件を「サラブレッド系・アングロアラブ系3歳以上9歳以下混合の北陸・東海・近畿所属馬」に変更。
  - 負担重量を「馬齢重量」から「別定重量」に変更。
- 2004年
  - 施行距離をダート1400mに変更。
  - 出走条件を「サラブレッド系・アングロアラブ系3歳以上9歳以下混合の北陸・東海・近畿所属馬」から「サラブレッド系4歳以上9歳以下の北陸・東海・近畿所属馬」に変更。
- 2005年
  - 出走条件を「サラブレッド系4歳以上9歳以下の北陸・東海・近畿所属馬」から「サラブレッド系4歳以上の北陸・東海・近畿所属馬」に変更。
  - 高松宮記念へのステップ競走に指定され、1着馬に高松宮記念トライアルへの出走権が付与される様になる。
- 2007年 - この年から北陸・東海・近畿・中国地区交流競走として施行され、出走条件を「サラブレッド系4歳以上の北陸・東海・近畿・中国所属馬」に変更。
- 2010年
  - 兵庫のベストタイザンが史上初の連覇。
  - 兵庫の下原理が騎手として史上初の連覇。
- 2014年 - 福山競馬場の廃止により中国地区に競馬場がなくなったため、再び出走条件を「サラブレッド系4歳以上の北陸・東海・近畿所属馬」に変更。
- 2019年 - 「中京スポーツ創刊50周年記念杯」の名を冠して施行。
- 2024年
  - 施行時期を2月に変更。
  - SPIIに昇格[4]。
- 2025年
  - 施行距離をダート1900mに変更。
  - 施行時期を1月下旬に変更。

### 歴代優勝馬
全て笠松競馬場で施行。
| 回数   | 施行日        | 距離    | 優勝馬             | 性齢 | 所属 | タイム | 優勝騎手 | 管理調教師 | 馬主                 |
| ------ | ------------- | ------- | ------------------ | ---- | ---- | ------ | -------- | ---------- | -------------------- |
| 第5回  | 2000年1月10日 | ダ1900m | オーバーザガルチ   | 牡7  | 笠松 | 2:02.6 | 坂口重政 | 南輝幸     | 松原弘士             |
| 第6回  | 2001年1月10日 | ダ1900m | アタゴホープ       | 牡7  | 笠松 | 2:02.9 | 川原正一 | 後藤保     | （有）あたごホース   |
| 第7回  | 2002年1月10日 | ダ1900m | アイリッシュパーク | 牡8  | 愛知 | 2:03.5 | 横川健二 | 冨田光吉   | 新木鈴子             |
| 第8回  | 2003年1月9日  | ダ1900m | ナイキゴールド     | 牡6  | 笠松 | 2:00.8 | 東川公則 | 後藤保     | 佐橋五十雄           |
| 第9回  | 2004年1月16日 | ダ1400m | ホシオー           | 牡8  | 金沢 | 1:28.8 | 渡辺壮   | 松原正文   | 畑中政雄             |
| 第10回 | 2005年1月14日 | ダ1400m | マーブルシーク     | 牡9  | 愛知 | 1:28.6 | 岡部誠   | 荒巻透     | 玉田博志             |
| 第11回 | 2006年1月13日 | ダ1400m | マルヨサンデー     | 牡4  | 笠松 | 1:27.5 | 尾島徹   | 柴田高志   | 野村春行             |
| 第12回 | 2007年1月11日 | ダ1400m | チヨノドラゴン     | 牝4  | 金沢 | 1:27.2 | 中川雅之 | 鈴木正也   | 岩崎僖澄             |
| 第13回 | 2008年1月11日 | ダ1400m | エイシンダイオー   | 牡6  | 笠松 | 1:28.1 | 濱口楠彦 | 伊藤強一   | 平井豊光             |
| 第14回 | 2009年1月9日  | ダ1400m | ベストタイザン     | 牡7  | 兵庫 | 1:26.0 | 下原理   | 齊藤裕     | 平野正行             |
| 第15回 | 2010年1月8日  | ダ1400m | ベストタイザン     | 牡8  | 兵庫 | 1:26.9 | 下原理   | 上田二郎   | 平野正行             |
| 第16回 | 2011年1月7日  | ダ1400m | トウショウガナー   | 牡7  | 金沢 | 1:26.1 | 吉田晃浩 | 佐藤茂     | トウショウ産業（株） |
| 第17回 | 2012年1月13日 | ダ1400m | エーシンエフダンズ | 牡8  | 兵庫 | 1:26.9 | 川原正一 | 橋本忠男   | 平井豊光             |
| 第18回 | 2013年1月11日 | ダ1400m | トウショウクエスト | 牡8  | 金沢 | 1:26.7 | 東川公則 | 佐藤茂     | トウショウ産業（株） |
| 第19回 | 2014年1月10日 | ダ1400m | ケージーアメリカン | 牡7  | 金沢 | 1:27.2 | 米倉知   | 高橋優子   | 塩濱攻仁             |
| 第20回 | 2015年1月9日  | ダ1400m | ノゾミダイヤ       | 牡4  | 愛知 | 1:27.5 | 大畑雅章 | 錦見勇夫   | 鈴置正文             |
| 第21回 | 2016年1月14日 | ダ1400m | メモリージルバ     | 牡7  | 愛知 | 1:26.3 | 藤原良一 | 塚田隆男   | （株）シンザンクラブ |
| 第22回 | 2017年1月12日 | ダ1400m | ランドクイーン     | 牝7  | 兵庫 | 1:26.5 | 佐藤友則 | 盛本信春   | 山口敦広             |
| 第23回 | 2018年1月11日 | ダ1400m | インディウム       | 牡6  | 兵庫 | 1:27.3 | 岡部誠   | 田中範雄   | 窪田康志             |
| 第24回 | 2019年1月10日 | ダ1400m | ストーミーワンダー | 牡5  | 笠松 | 1:25.9 | 佐藤友則 | 笹野博司   | 結城喜一             |
| 第25回 | 2020年1月9日  | ダ1400m | エイシンエンジョイ | 牡5  | 兵庫 | 1:26.5 | 鴨宮祥行 | 橋本忠明   | 平井克彦             |
| 第26回 | 2021年1月7日  | ダ1400m | タイセイプレシャス | 騸9  | 笠松 | 1:27.7 | 水野翔   | 後藤佑耶   | 田中成奉             |
| 第27回 | 2022年1月13日 | ダ1400m | ニホンピロヘンソン | 騸6  | 笠松 | 1:29.9 | 向山牧   | 川嶋弘吉   | 小林百太郎           |
| 第28回 | 2023年1月26日 | ダ1400m | サンロアノーク     | 牡7  | 兵庫 | 1:28.6 | 岡部誠   | 田中一巧   | （株）加藤ステーブル |
| 第29回 | 2024年2月22日 | ダ1400m | バーニングペスカ   | 牡9  | 兵庫 | 1:27.1 | 鴨宮祥行 | 橋本忠明   | 山田信太郎           |
| 第30回 | 2025年1月23日 | ダ1900m | サヴァ             | 牡7  | 笠松 | 2:04.0 | 岡部誠   | 田口輝彦   | 藤田孟司             |

※重賞競走として施行された2000年以降とする。
※馬齢は2000年についても現表記を用いる。

#### 各回競走結果の出典
- 白銀争覇　歴代優勝馬 - 地方競馬全国協会
- JBISサーチ
  - 2000年、2001年、2002年、2003年、2004年、2005年、2006年、2007年、2008年、2009年、2010年、2011年、2012年、2013年、2014年、2015年、2016年、2017年、2018年、2019年、2020年、2021年、2022年、2023年、2024年、2025年